# Miguel Crespo
Miguel Crespo da Silva (Lyon, Francia, 11 de septiembre de 1996) es un futbolista portugués que juega de centrocampista en el Estambul Başakşehir F. K. de la Superliga de Turquía.

## Trayectoria
Estuvo unos años en las categorías inferiores del F. C. Porto y empezó su carrera jugando para el Neves F. C. y el Merelinense F. C. antes de fichar por el S. C. Braga en 2017. Militó durante un par de temporadas en el filial y en 2019 se unió al G. D. Estoril Praia, equipo con el que consiguió un ascenso a la Primeira Liga en la campaña 2020-21.
En septiembre de 2021 se marchó al Fenerbahçe S. K. Su primer gol con este equipo llegó en el tiempo de descuento de un clásico del fútbol turco ante el Galatasaray S. K. que sirvió para conseguir la victoria. En junio de 2023 ganaron la Copa de Turquía, pero no participó en la final con permiso del club porque tenía previsto casarse el día anterior. Aunque en octubre renovó su contrato hasta 2025, el siguiente 31 de enero fue cedido al Rayo Vallecano y debutó ese mismo día en un partido contra el Atlético de Madrid. En total participó en quince encuentros y a final de temporada regresó a Turquía tras no hacerse efectiva la opción de compra que incluía el acuerdo. Su vuelta al fútbol otomano se produjo en un Estambul Başakşehir F. K. con el que firmó por tres años en el mes de agosto.

## Clubes
| Club                      | País     | Año       |
| ------------------------- | -------- | --------- |
| Neves F. C.               | Portugal | 2014-2016 |
| Merelinense F. C.         | Portugal | 2016-2017 |
| S. C. Braga "B"           | Portugal | 2017-2019 |
| G. D. Estoril Praia       | Portugal | 2019-2021 |
| Fenerbahçe S. K.          | Turquía  | 2021-2024 |
| Rayo Vallecano (cedido)   | España   | 2024      |
| Estambul Başakşehir F. K. | Turquía  | 2024-     |

## Palmarés

### Títulos nacionales
| Título          | Club             | País    | Año  |
| --------------- | ---------------- | ------- | ---- |
| Copa de Turquía | Fenerbahçe S. K. | Turquía | 2023 |